# Tristane Banon
Tristane Banon este o jurnalistă și scriitoare franceză, născută la 13 iunie 1979 în Neuilly-sur-Seine. Ea este fiica lui Anne Mansouret, vice-președintele Consiliului General al Partidului Socialist, din Normandia.

## Date biografice
Banon a promovat jurnalistica în 2000 la École supérieure de journalisme (Școala Superioară de Jurnalistică) din Paris, și a lucrat inițial ocazional ca un jurnalistă, ca moderatoare la un show de televiziune cu teme despre noile tehnologii informaționale și comunicații, și apoi ca un jurnalistă de sport. Ea a fost angajată în politică, și mai târziu în domeniul cultural, a lucrat la revista franceză Paris Match, iar apoi la cotidianul Le Figaro.
Într-o emisiune de televiziune difuzată la data 5 februarie 2007, Tristane Banon a afirmat că ar fi fost agresată sexual de omul politic francez Dominique Strauss-Kahn, cu ocazia unui interviu, în ianuarie 2002.. În data de 4 iulie 2011, Banon a decis sa depună o plângere penală împotriva lui Dominique Strauss-Kahn cu privire la această agresiune. Ea și-a motivat hotărârea prin faptul că implicarea lui Dominique Strauss-Kahn într-un alt caz de agresiune sexuală, în Statele Unite, ar fi motivat-o să rupă tăcerea asupra celor întâmplate cu câțiva ani înainte. Declarațiile lui Banon au stârnit o adevarată controversă în lumea politică franceză, ea declarând de asemenea că ar fi fost descurajată, la vremea respectivă, în a depune plângere, de câteva alte personalități politice de seamă, printre care și François Hollande.

## Opere
- «Noir délire», Paris, éditions Flammarion (Bordel, numéro deux: Toujours aussi pute), 2003 - (ISBN 978-2080686114)
- J'ai oublié de la tuer, Paris, éditions Anne Carrière, 2004 - Prix du premier roman de Chambéry en 2005 - (ISBN 978-2843372841)
- Trapéziste, Paris, éditions Anne Carrière, 2006 - (ISBN 978-2843374265)
- Daddy Frénésie, Paris, éditions Plon, 21 août 2008 - (ISBN 978-2259207607)
- Erreurs avouées... au masculin, Paris, éditions Anne Carrière, 2003